# Antonín Boháč

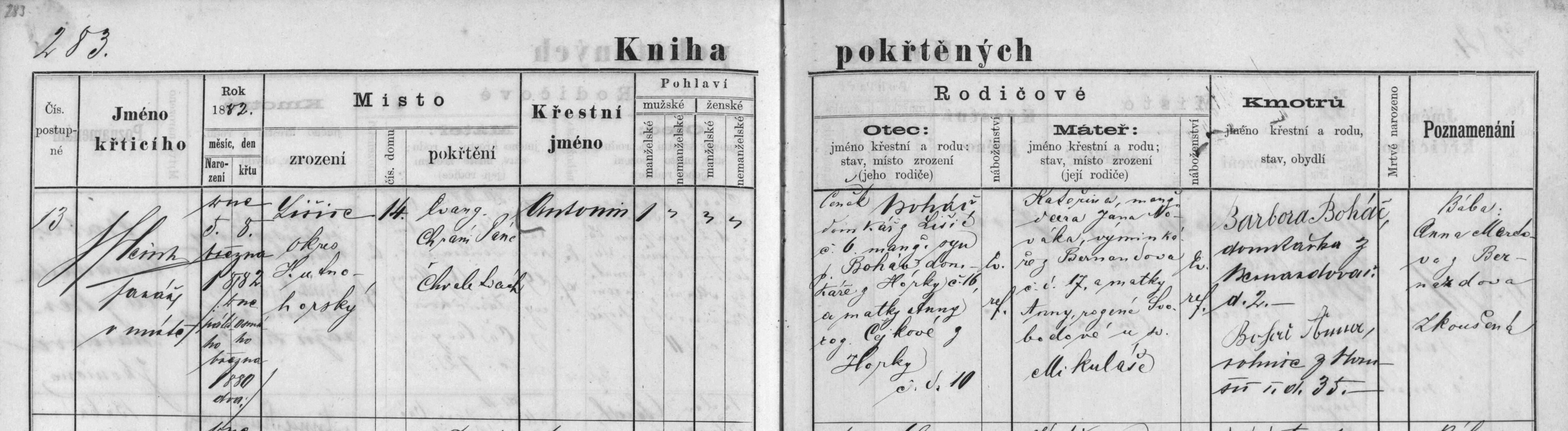
matriční záznam o narození a křtu Antonína Boháče (evangelická matrika N 1872-1883 Chvaletice (SOA Zámrsk))

Antonín Boháč (5. března 1882 Lišice u Kutné Hory – 27. prosince 1950 Praha) byl český vědec a pedagog.

## Životopis
Narodil se v evangelické rodině Čeňka a Kateřiny Boháčových. Měl pět sourozenců. Po studiích na kolínském gymnáziu (maturita 1900) se zapsal na Filosofickou fakultu Univerzity Karlovy s tím, že se chtěl stát středoškolským učitelem v oboru slovanské a románské filologie. Jeho učitelem byl i T. G. Masaryk. Již za studií učil v Telči a po ukončení studia na reálce v Uherském Brodě. V té době se začal zajímat o populační vědu.[zdroj?]
Oženil se a s manželkou Karolínou měl 2 děti: syna Ladislava Boháče (pozdější známý filmový, divadelní a rozhlasový herec) a dceru Vlastu, která společně s jeho manželkou zemřela na tzv. španělskou chřipku.V roce 1910 složil rigorózní zkoušku. Od 1912 studoval na univerzitách v Berlíně, Mnichově a pařížské Sorboně.
V době první světové války (nebyl pro plicní nemoc odveden) učil na pražském gymnáziu v Křemencově ulici – zde učil i zakázané české autory. Spolupracoval s T. G. Masarykem i Edvardem Benešem. V roce 1919 se účastnil Versailleské mírové konference.
Nastoupil do Státního úřadu statistického (SÚS), v roce 1921 a 1930 organizoval sčítání lidu. V letech 1921–1950 byl členem Synodní rady Českobratrské církve evangelické.
V roce 1923 vyšla jeho kniha Hlavní město Praha, kde popisuje, jak se projevil industriální rozvoj v Praze od nejstarších dob do vzniku Velké Prahy, a uvádí údaje o počtu obyvatel.
V roce 1924 se znovu oženil s Evou Jansovou (1899–1996), se kterou měl syna Antonína (1926–1992, literární historik).
V roce 1927 se v Ženevě účastnil 1. mezinárodní populační konference. Od roku 1929 učil jako docent na Přírodovědecké fakultě Univerzity Karlovy. V roce 1934 se stal místopředsedou SÚS. V říjnu 1938 se snažil v Berlíně v delimitační komisi zachránit maximum.[zdroj?]
V březnu 1939 se po Janu Auerhanovi stal šéfem SÚS. V roce 1941 byl vyslýchán gestapem, následně penzionován a internován v Lišicích.
Po válce se krátce vrátil ke své práci. Spolupracoval na odsunu Němců, ale tvrdě odmítal metodu tzv. divokého odsunu. Do roku 1948 přednášel ještě na vysoké škole. Dne 27. prosince 1950 zemřel. V roce 1990 byl rehabilitován.[zdroj?]